# Даніель I (маніконго)
Даніель I (порт. Daniel I) або Міала-міа-Нзімбвіла (кон. Miala mia Nzimbwila; пом. 1678) — тридцять другий маніконго центральноафриканського королівства Конго.

## Життєпис
Походив з династії Кімпанзу. Син Сюзанни де Нобреги, доньки короля Алвару II. Замолоду отримав маркізат Нкондо. Посів трон 1674 року за підтримки Поаоло II, графа Сойо. 1678 року Педру з династі Кінлаза, вирушив з фортеці в Лемба і спробував захопити Сан-Сальвадор. У вирішальній битві біля Сан-Сальвадора маніконго Даніель I зазнав поразки, а його столиця була зруйнована. Педру не зміг в ній закріпитися, підступивши до Лемби. В результаті королівство Конго розпалося на дрібні володіння — королівства Кібангу, Лемба (Мбула), Мбамба-Ловата. Було возз'єднано лише в лютому 1709 року Педру IV.

## Родина
- принц Даніель